# Église Saint-Jean-Baptiste de Belleville
Pour les articles homonymes, voir Église Saint-Jean-Baptiste.
L’église Saint-Jean-Baptiste de Belleville est une des premières églises d'architecture néogothique construites à Paris. Située au 139 rue de Belleville, dans le 19e arrondissement de Paris, elle fut construite entre 1854 et 1859.

## Historique

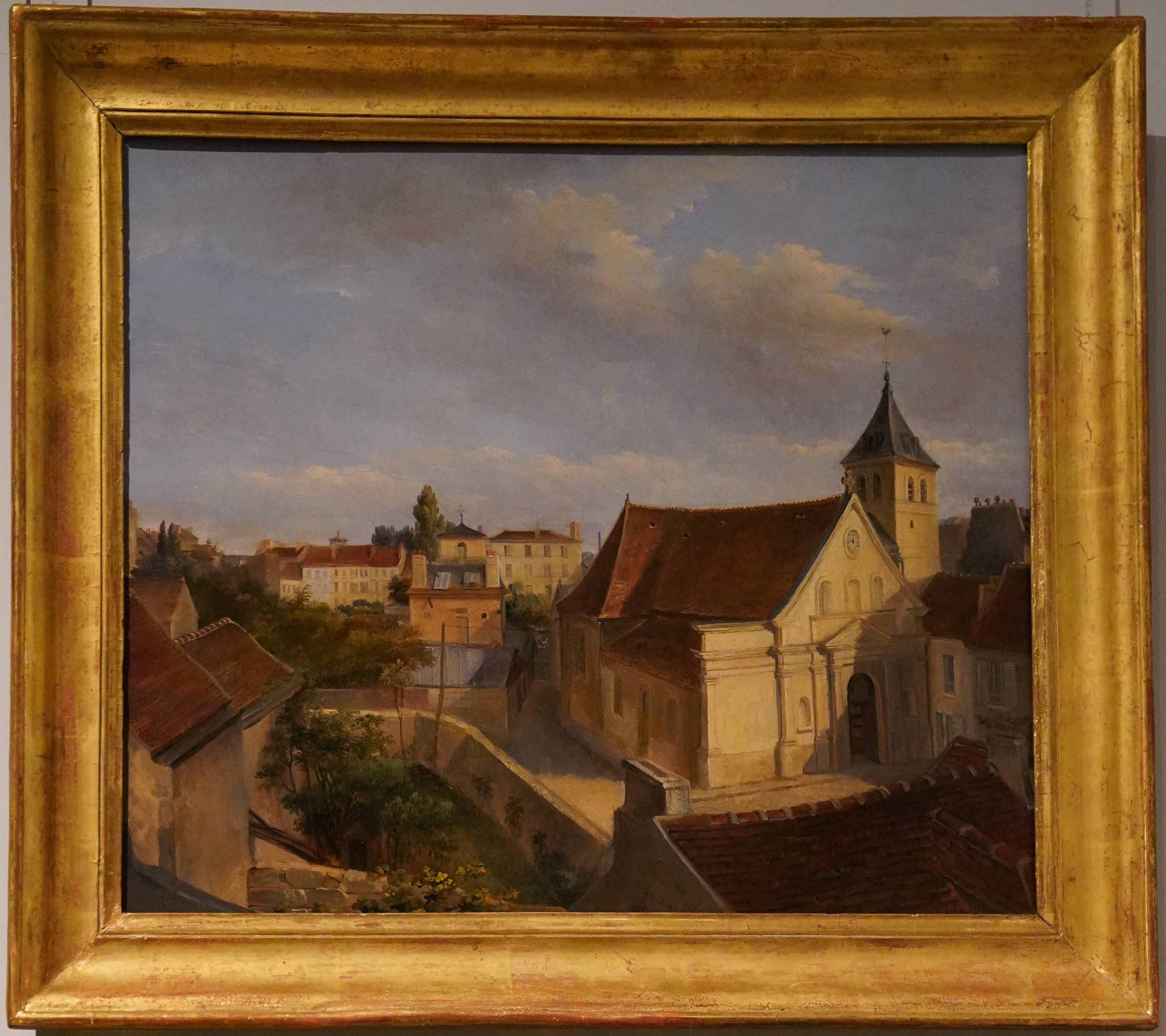
Ancienne église de Belleville en 1852.

Sans paroisse propre à leur village, les Bellevillois obtiennent de l'évêché une chapelle en 1543. Construite en 1548, elle est remplacée par une première église Saint-Jean-Baptiste en 1635.
Cette église était desservie par un vicaire de la paroisse de Saint-Merri de Paris et Belleville ne devint une paroisse autonome qu'en 1802.
Lors des travaux de 1854, la première pierre de l’église édifiée en 1635 a été retrouvée. Elle portait cette inscription : « Cette première pierre a esté pozée par M. Charles de Hillerin, docteur en théologie, curé et chevecier de Saint-Médéric, à Paris, le IIIe jour de juillet 1645. »
L'église est le terminus, de 1891 à 1924, du funiculaire de Belleville,,.

## Description
L'église comprend une nef de cinq travées à deux collatéraux et huit chapelles latérales, ; un transept ; un chœur avec une travée dans le prolongement de la nef ; un déambulatoire donnant accès à sept chapelles, ; deux sacristies ; deux clochers surmontés de flèches. Elle mesure 68 m de longueur hors-œuvre sur 25 m de largeur, l'élévation de la façade jusqu'au faîtage est de 26 m, la hauteur de chaque flèche est de 57 m, les hauteurs de voûte sont pour la grande nef de 19 m et de 8 m pour les bas côtés.

Parce qu'elle est son dernier chantier, l'église saint Jean-Baptiste de Belleville est l'œuvre la plus aboutie de Jean-Baptiste Antoine Lassus (1807-1857) l'un des premiers architectes français du style néo-gothique au milieu du XIXe siècle. À Belleville, Lassus détermina la structure, fixa le programme iconographique et dessina le mobilier de l'église. Le décor sculpté est l'œuvre d'Aimé-Napoléon Perrey. Les verrières furent réalisées par Auguste de Martel, d'après des cartons de Louis Steinheil. Les pentures du portail et de toutes les portes latérales furent forgées par le ferronnier d'art Pierre Boulanger.
Jugement d'Eugène Viollet-le-Duc  sur l'église saint Jean-Baptiste : à Belleville, « Lassus a déployé beaucoup d’érudition, de goût et même mis un certain caractère original dans cette étude en grand de l’architecture du XIIIe siècle. »
En 2008, le chœur fit l'objet de travaux destinés à aménager un baptistère et à rénover le sanctuaire, sous la direction de l'architecte François Lacoste.
Ce site est desservi par la station de métro Jourdain.

### Jean-Baptiste Lassus
Jean-Baptiste Lassus (1807-1857) fut le premier à avoir appliqué aux édifices du Moyen Âge les méthodes de l’examen et du raisonnement archéologiques et à avoir combiné cette approche graphique avec l’étude des textes anciens.
Lassus a transmis beaucoup de son savoir à Viollet-le-Duc. Lassus combine ce savoir avec la pratique d’architecte restaurateur : il est chargé de monuments nombreux et considérables : la Sainte Chapelle et Notre-Dame, Saint-Séverin et Saint-Germain l’Auxerrois, les cathédrales de Chartres et du Mans, de nombreux édifices bretons. Avant saint Jean-Baptiste de Belleville, Lassus a construit quatre autres églises (Saint Nicolas de Nantes, Sacré-Cœur de Moulins, Saint Pierre de Dijon, Saint Saturnin de Cusset), la sacristie de Notre-Dame de Paris et quelques monuments civils. Ses expériences dans le domaine des arts décoratifs sont nombreuses.
Théoricien du gothique, Lassus met en avant le caractère rationnel de ce mode de construction et insiste sur le caractère porteur de l’ogive, s’opposant au discours méprisant de Quatremère de Quincy qui ne voyait dans le gothique que l’expression du désordre ou du caprice.
Il cherche à construire un édifice riche d'une poésie religieuse en jouant sur la lumière, la multiplicité des points de vue, la variété dans l'unité et la légèreté de la construction : « Les monuments gothiques emportent l’esprit vers le ciel où s’élancent leurs pyramides : on croirait que l’artiste a voulu dresser autant d’échelles de Jacob, pour mettre l’homme en rapport avec Dieu. Chaque pas que l’on fait dans une église gothique modifie la perspective et change pour l’observateur l’aspect du monument. L’esprit s’élève d’un seul coup à la région des merveilles. L'unité vous frappe d'abord et cependant chaque partie, chaque détail vous présente une combinaison nouvelle, une disposition aussi ingénieuse qu'inattendue, et dans lesquels chaque pas vous procure le plaisir d'une découverte. L’inspiration a triomphé de tous les obstacles matériels, ouvert les portes d’un monde nouveau. »

### Henri Guérin
Henri Guérin (1929-2009) a adopté la technique du vitrail en dalle de verre que pratiquait le moine bénédictin Dom Ephrem Socard à l’abbaye d’En Calcat. Technique bien différente de celle du vitrail traditionnel par le matériau lui-même la dalle, plaque de verre de trois centimètres d’épaisseur et par le moyen de liaison des pièces de verre, un mortier de ciment et non un joint de plomb.
Henri Guérin a personnalisé cette technique en lui appliquant sa manière de peintre : en enlevant lors de la taille, de l’ombre dans les dalles par de grands éclats en profondeur. Il a peu à peu affiné les joints de ciment jusqu’à les transformer en fine résille qu’il teinte dans la tonalité permettant son intégration à l’architecture.

## Façade
Jean le Baptiste est le saint patron de l’église et de la paroisse. C'est pourquoi la façade lui est consacrée. Jean est présenté dans le Nouveau Testament comme le cousin de Jésus et le prophète qui prépare la venue du Seigneur (Luc), comme la voix annoncée par les prophètes invitant à la conversion (Matthieu) : Jean prêche au désert, annonce la « bonne nouvelle » de la venue du Messie. Il invite les foules à recevoir le baptême pour se préparer à accueillir le Messie, qui baptisera dans l'Esprit-Saint et le feu. Jean désigne à ses disciples Jésus comme l'Agneau de Dieu, le Messie (Jean) et le baptise dans le Jourdain. Jean dénonce le mariage d'Hérode avec Hérodiade, la femme de son frère Philippe (Marc) : il est arrêté, mis en prison et décapité (Matthieu et Marc).
Portail central (œuvre d'Aimé-Napoléon Perrey) : l’ange Gabriel annonce à Zacharie la naissance d'un fils, Jean. Marie visite sa cousine Élisabeth. La naissance de Jean. La prédication de Jean. Jean baptise Jésus. Jean critique Hérode. Jean est décapité, sa tête est apportée à la fille d'Hérodiade (Luc 1-3 ; Marc 6,17-29). Le Christ en gloire.
Trumeau : Jean au désert présente l’Agneau de Dieu.
Portail de gauche : les prophètes Isaïe (Isaïe 6,6 ; Mt 3,3 ; 11,10) et Malachie (Mt 17,11) annoncent Jean le Baptiste.
Portail de droite : Jésus et Jean en prison (Mt 11,2-19). Le Christ libère Adam et Ève. Le triomphe de Jean le Baptiste.

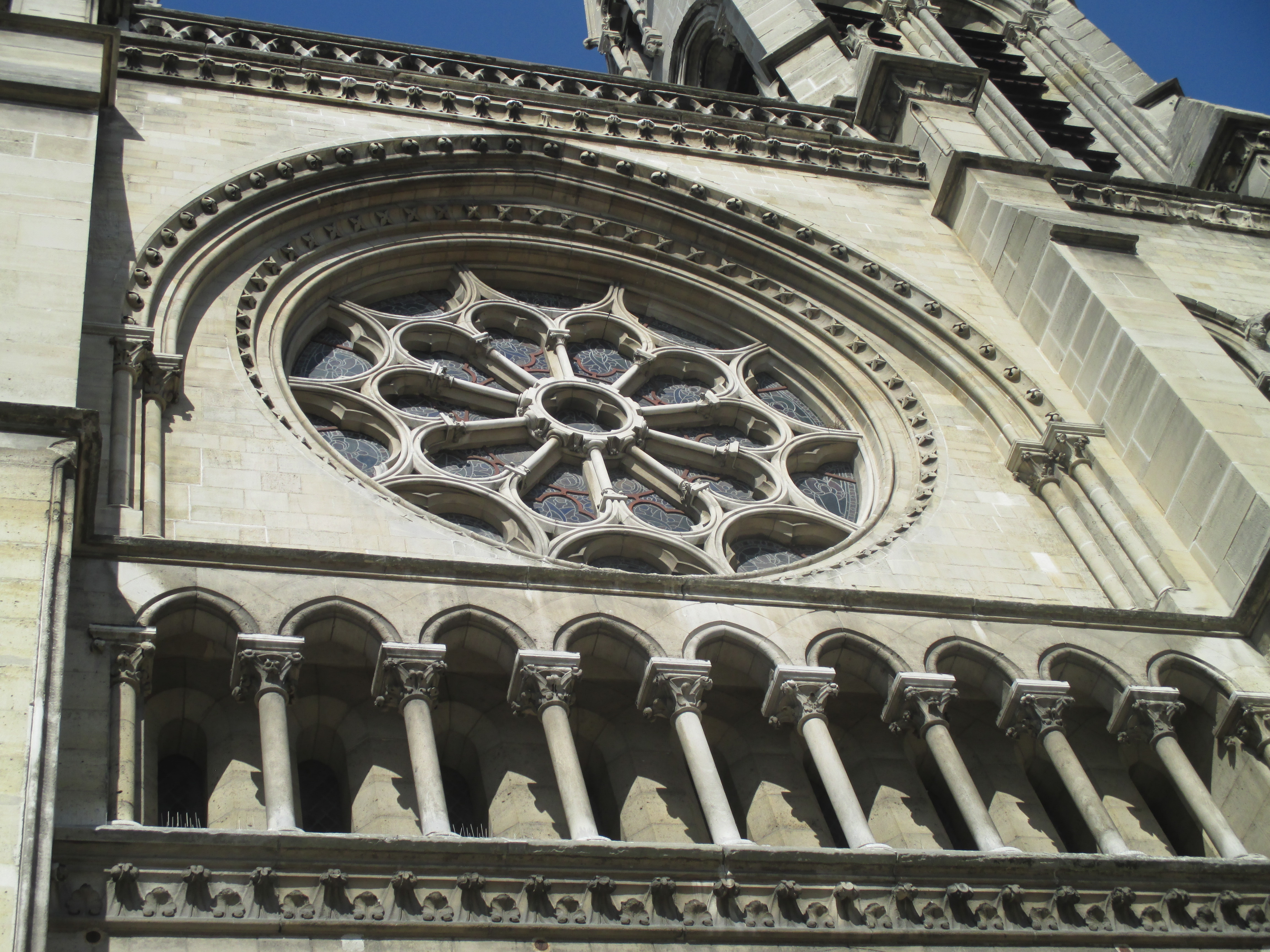
La rosace.
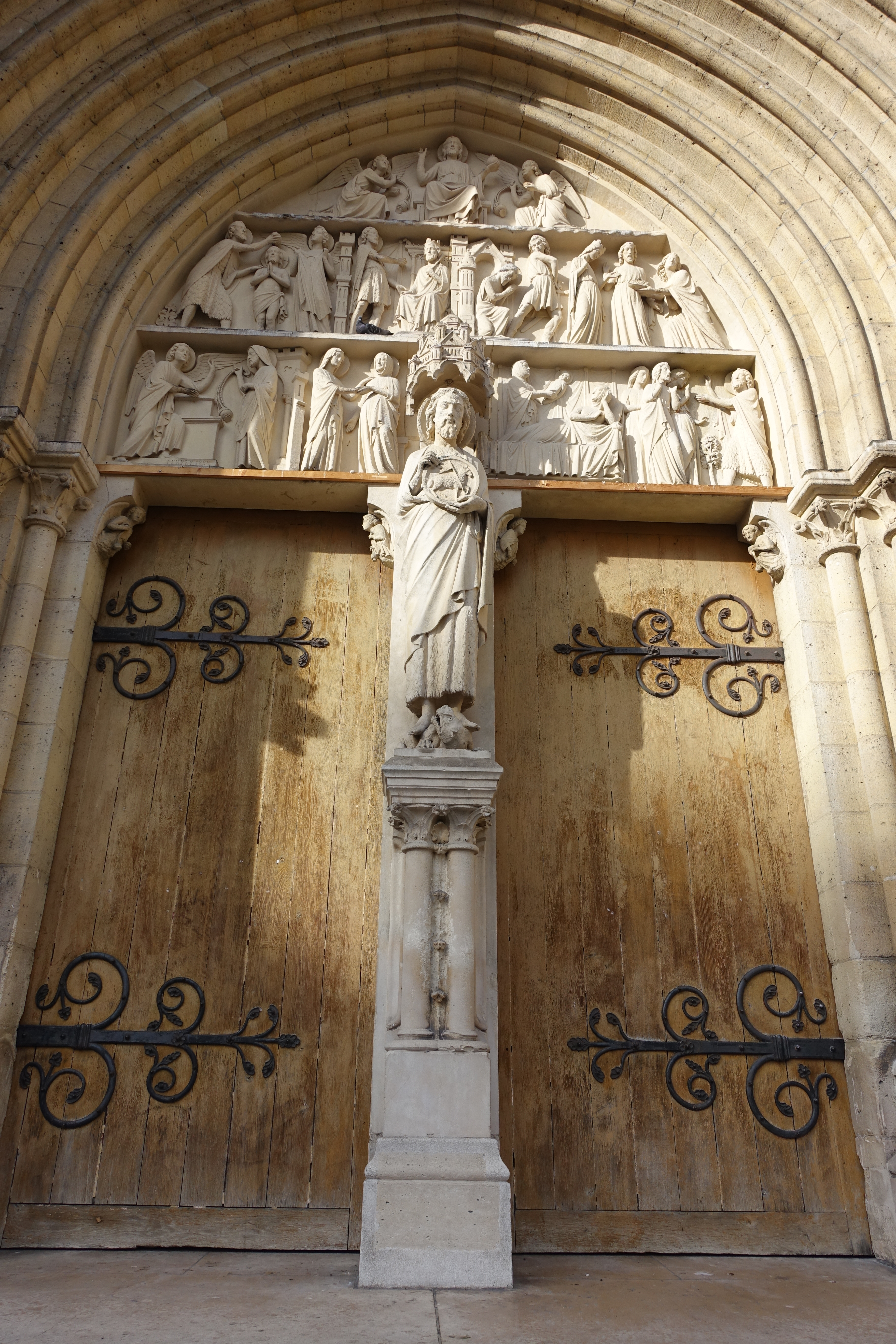
Le portail central.
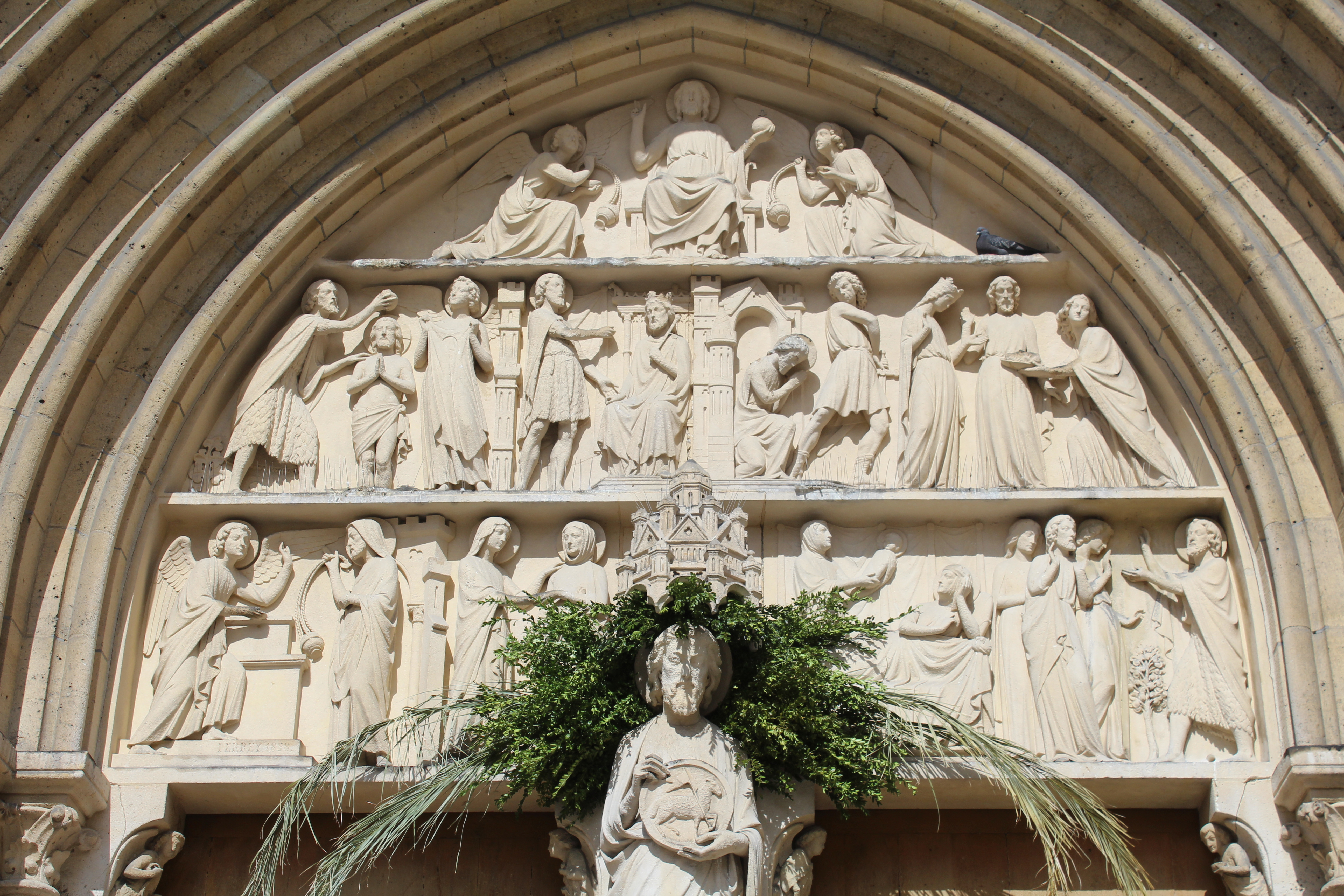
Le tympan du portail.
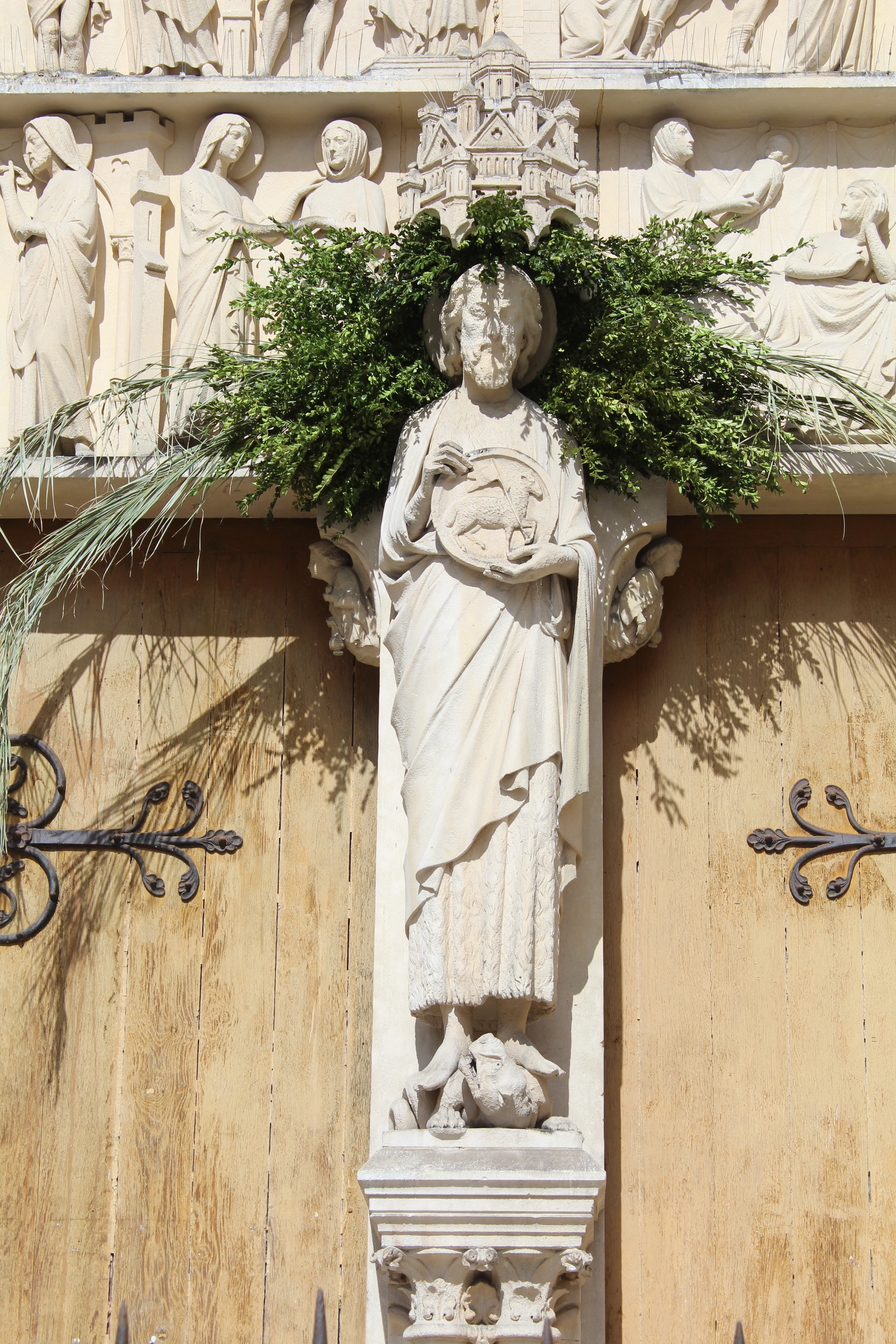
Statue de saint Jean le Baptiste.
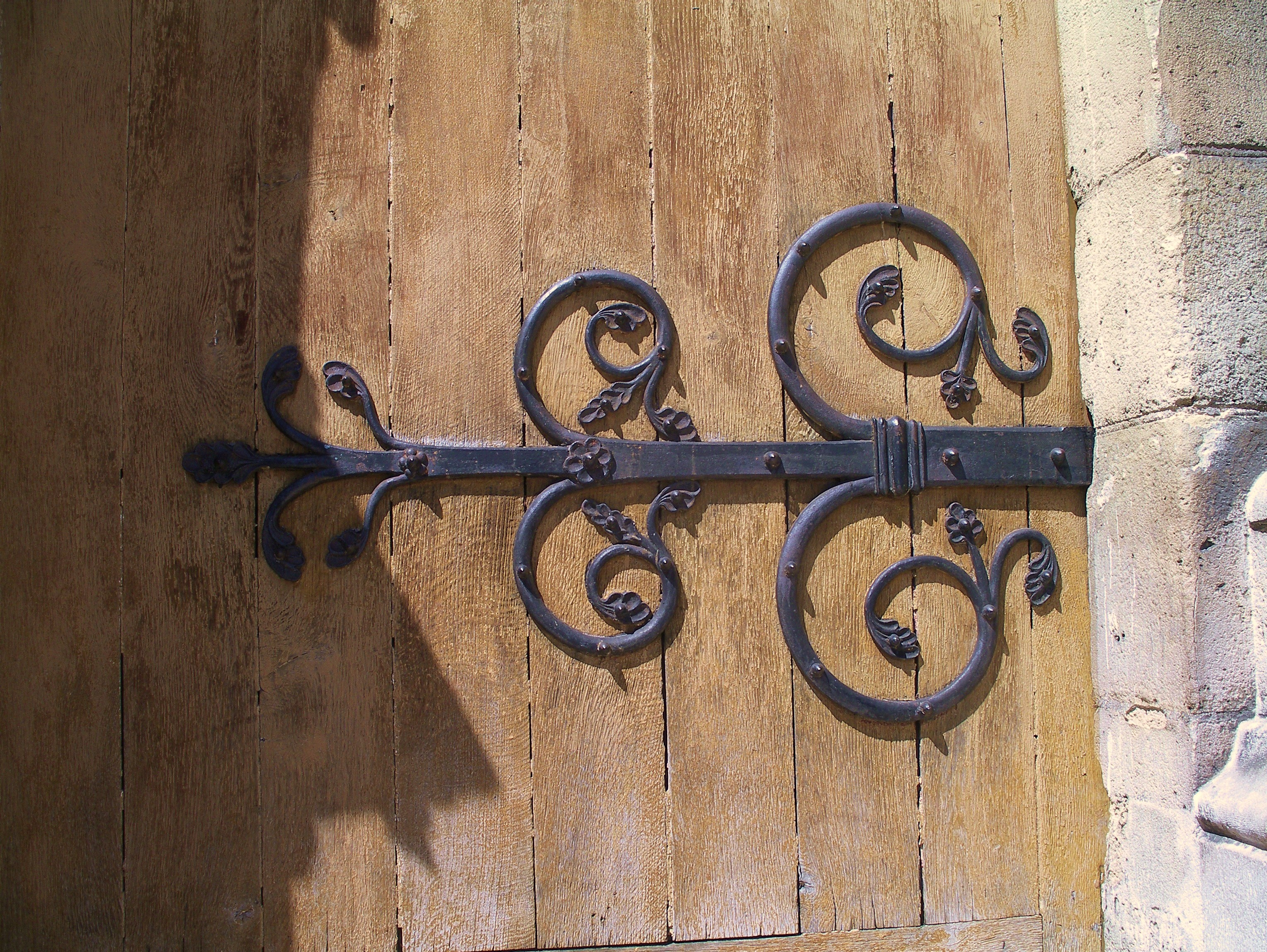
Pentures de Pierre Boulanger.

Au-dessus des portes, deux vitraux : le roi David et sainte Cécile, et une rosace : la Vierge Marie au ciel.

## Tympans du transept
Tympan du portail de gauche (rue Lassus) : François Nicolas Madeleine Morlot, archevêque de Paris (1857-1862) et la Religion présentent à saint Jean-Baptiste l’église de Belleville.
Tympan du portail de droite (rue de Palestine) : la résurrection du Christ.
Le tombeau de Jésus est gardé par cinq soldats : deux sont en admiration et en prière, un autre réfléchit, un autre se sauve épouvanté, le dernier tente de percer le Christ de sa lance.

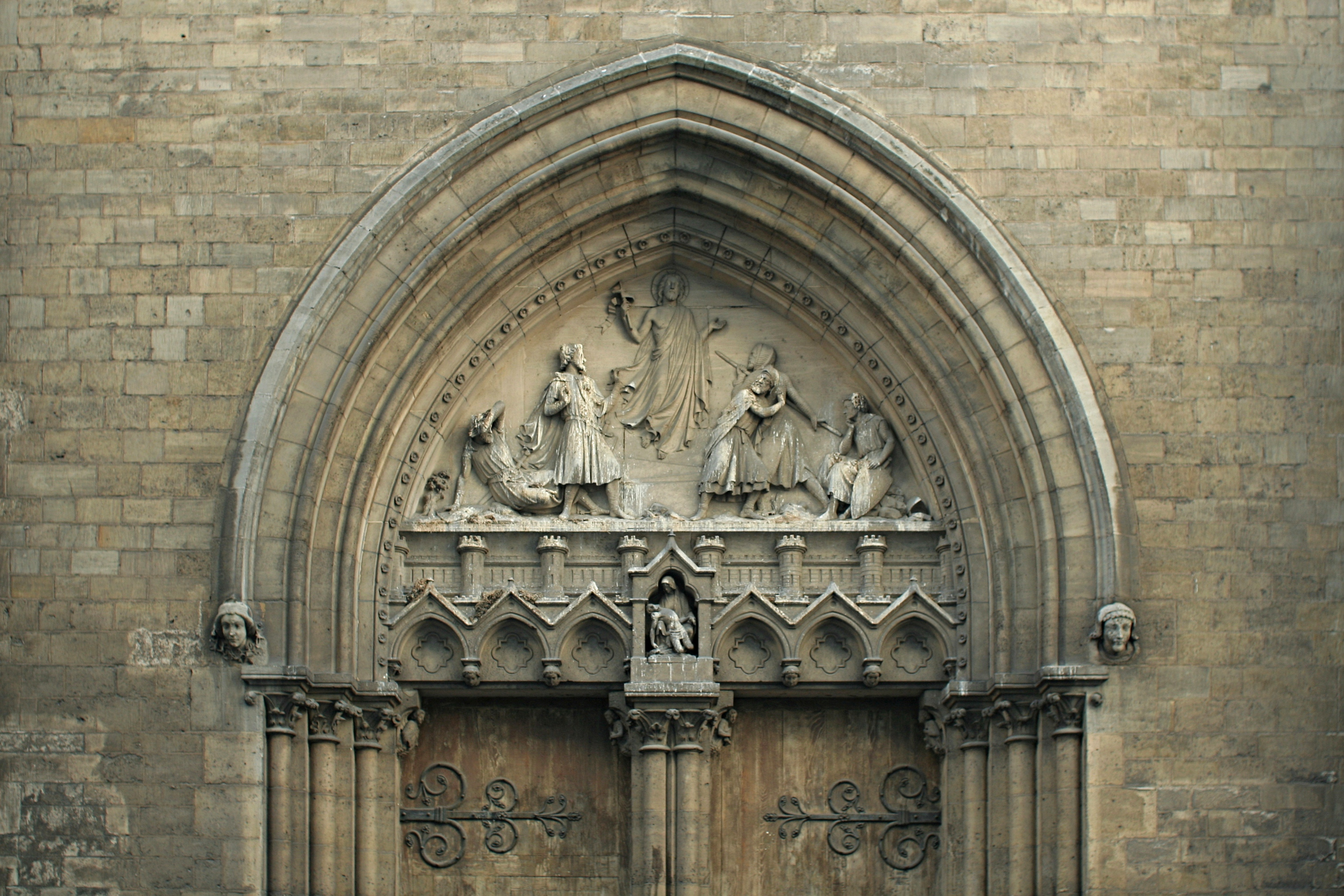
La Résurrection du Christ.

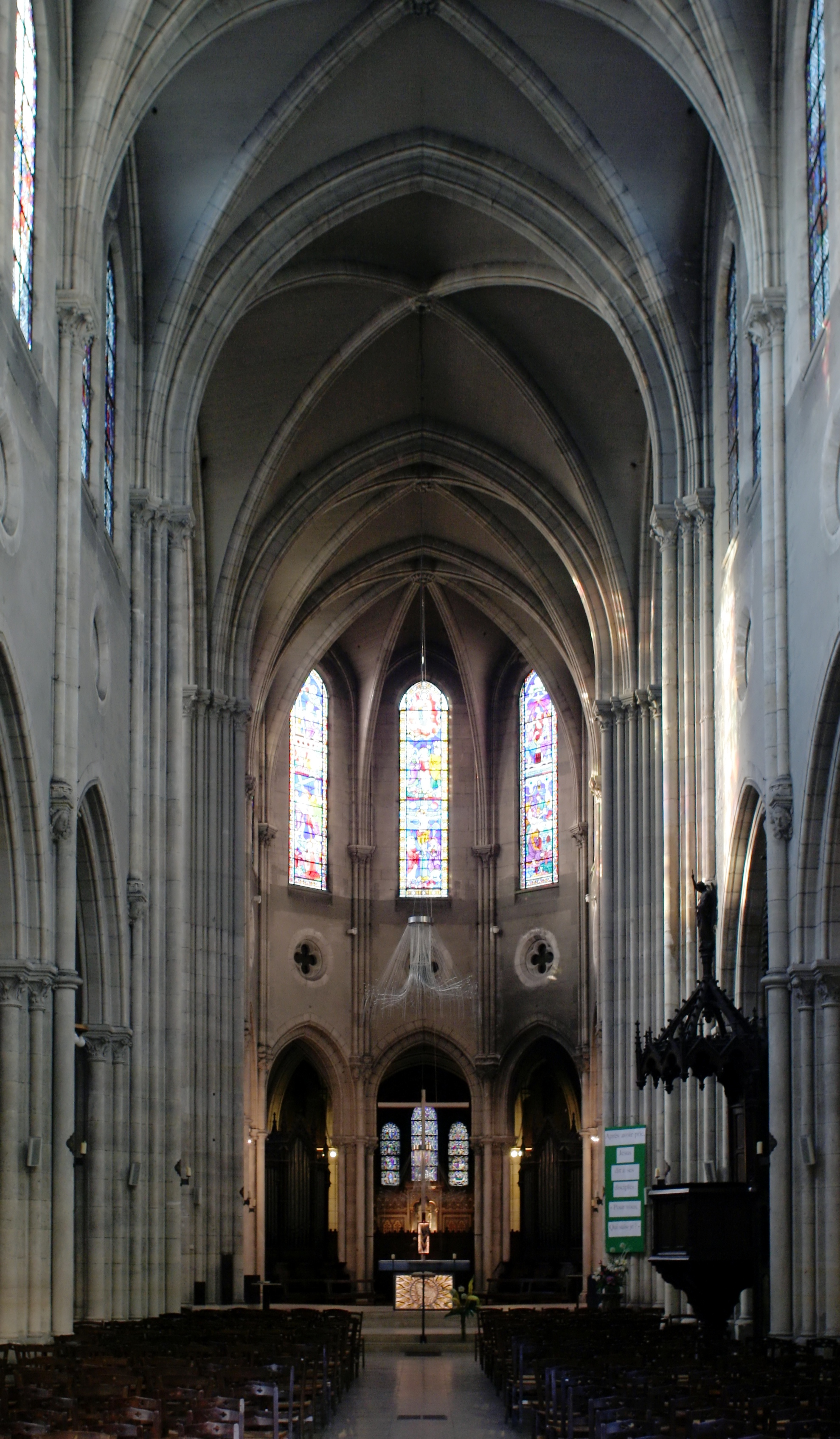
Vue d'ensemble de la nef.

## Nef
L’iconographie, la typologie variée des verrières et les techniques mises en œuvre manifestent le souci archéologique propre aux architectes du néo-gothique. Ces vitraux illustrent des récits de l’Ancien Testament :
Nef, sur le côté gauche :
- 1 Ève tirée de la côte d’Adam ;
- 2 La Tentation ;
- 3 Adam et Ève chassés par l’ange ;

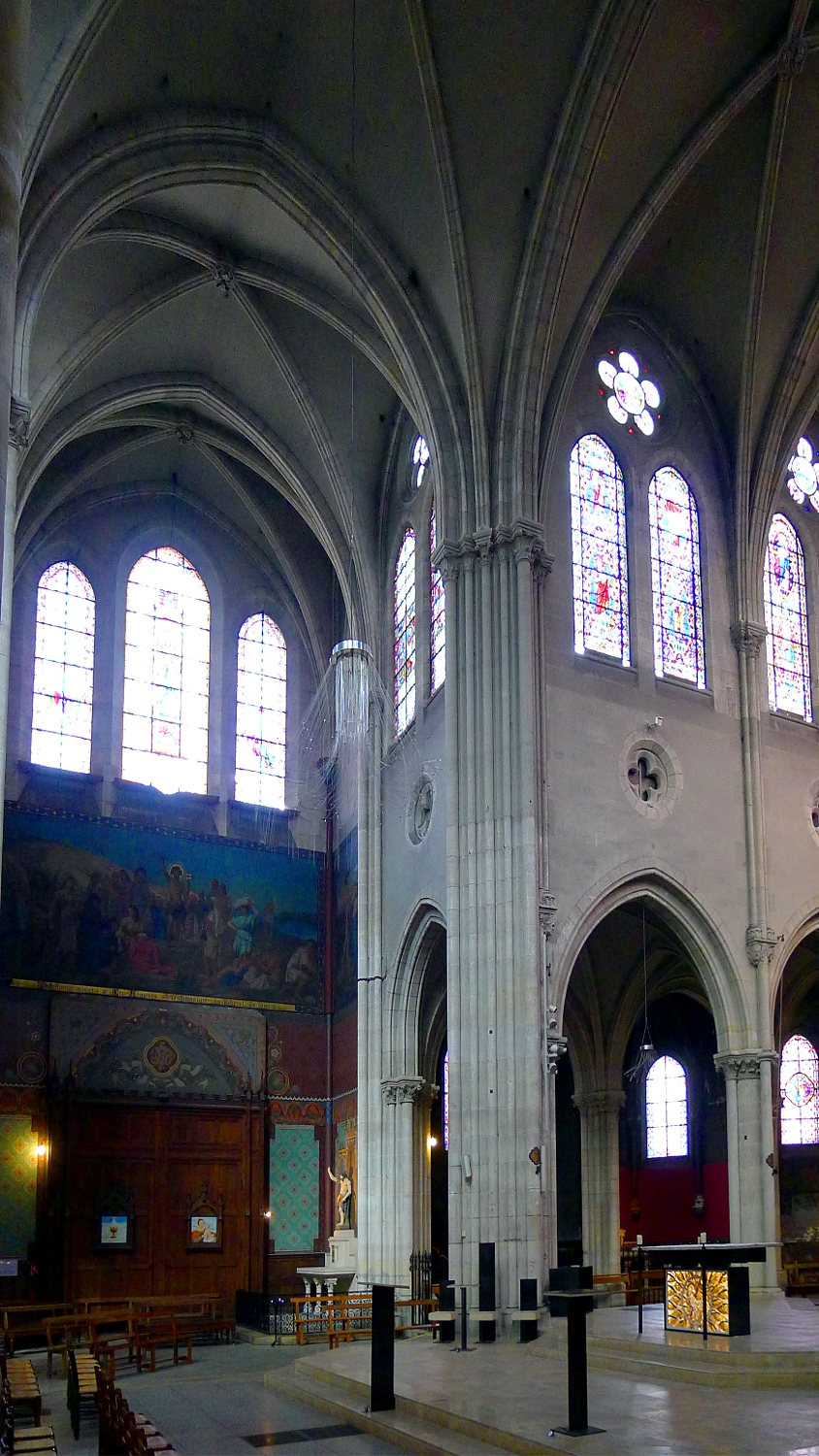
Transept nord.

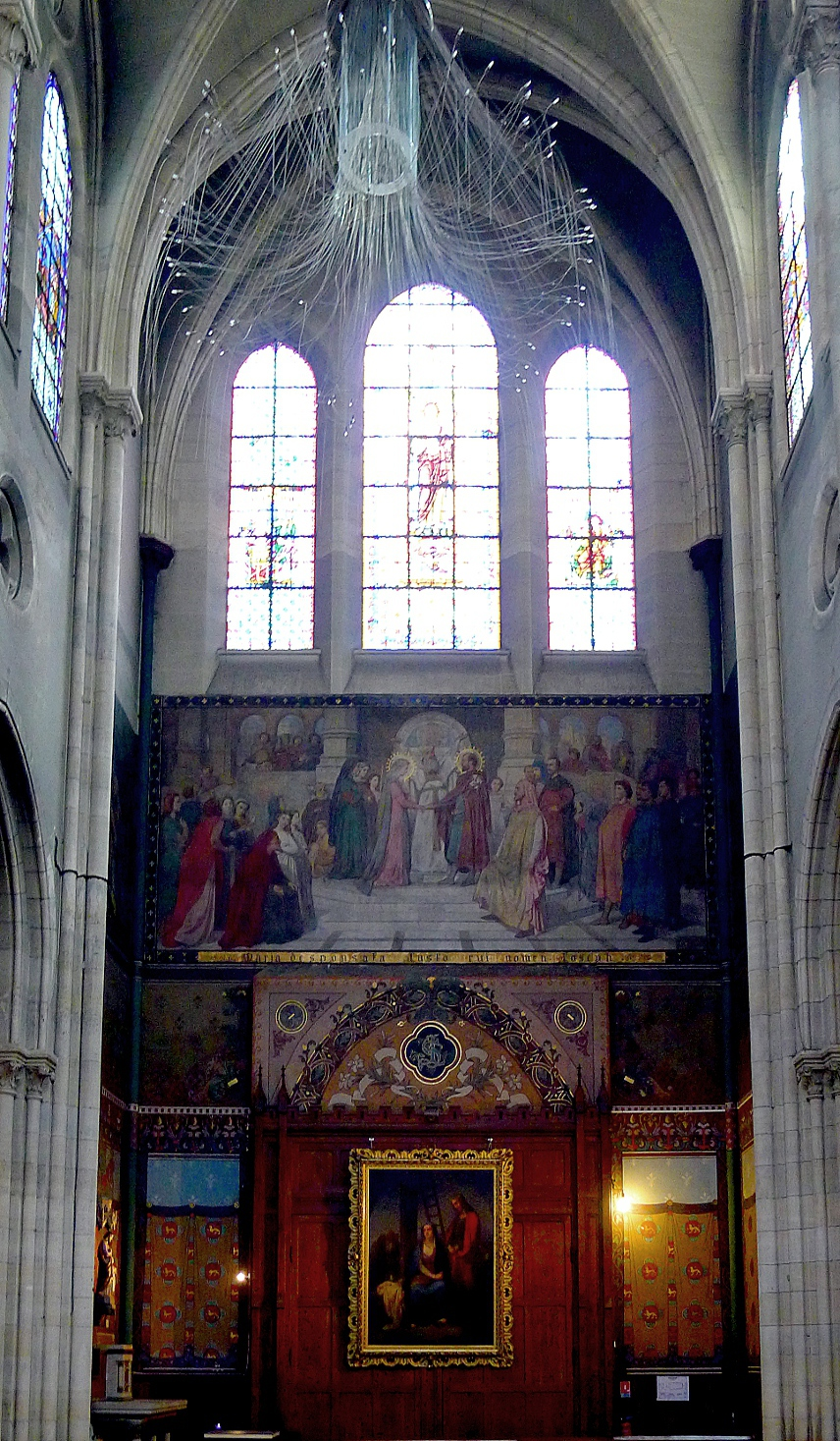
Transept sud.

- 4 Caïn et Abel ;
- 5 L’arche de Noé ;
- 6 Le sacrifice de Noé ;
- 7 Noé maudit Canaan ;
- 8 La Tour de Babel.

Transept nord (à gauche) :
- 9 Abraham et Isaac ;
- 10 Abraham et Melchisédech ;
- 11 Moïse et le Buisson ardent ;
- 12 les Tables de la Loi.

Transept sud (à droite) :
- 13 l’Arche d’alliance ;
- 14 les Hébreux dans le désert ;
- 15 le Serpent d’airain ;
- 16 la mort de Moïse.

Nef, sur le côté droit :
- 17 Job et ses amis ;
- 18 Tobie et les morts ;
- 19 Samson et le lion ;
- 20 Josué et le soleil ;
- 21 David jouant de la harpe ;
- 22 Salomon rendant la justice ;
- 23 Eléazar et l’éléphant ;
- 24 Judith et Holopherne.

## Chapelles latérales

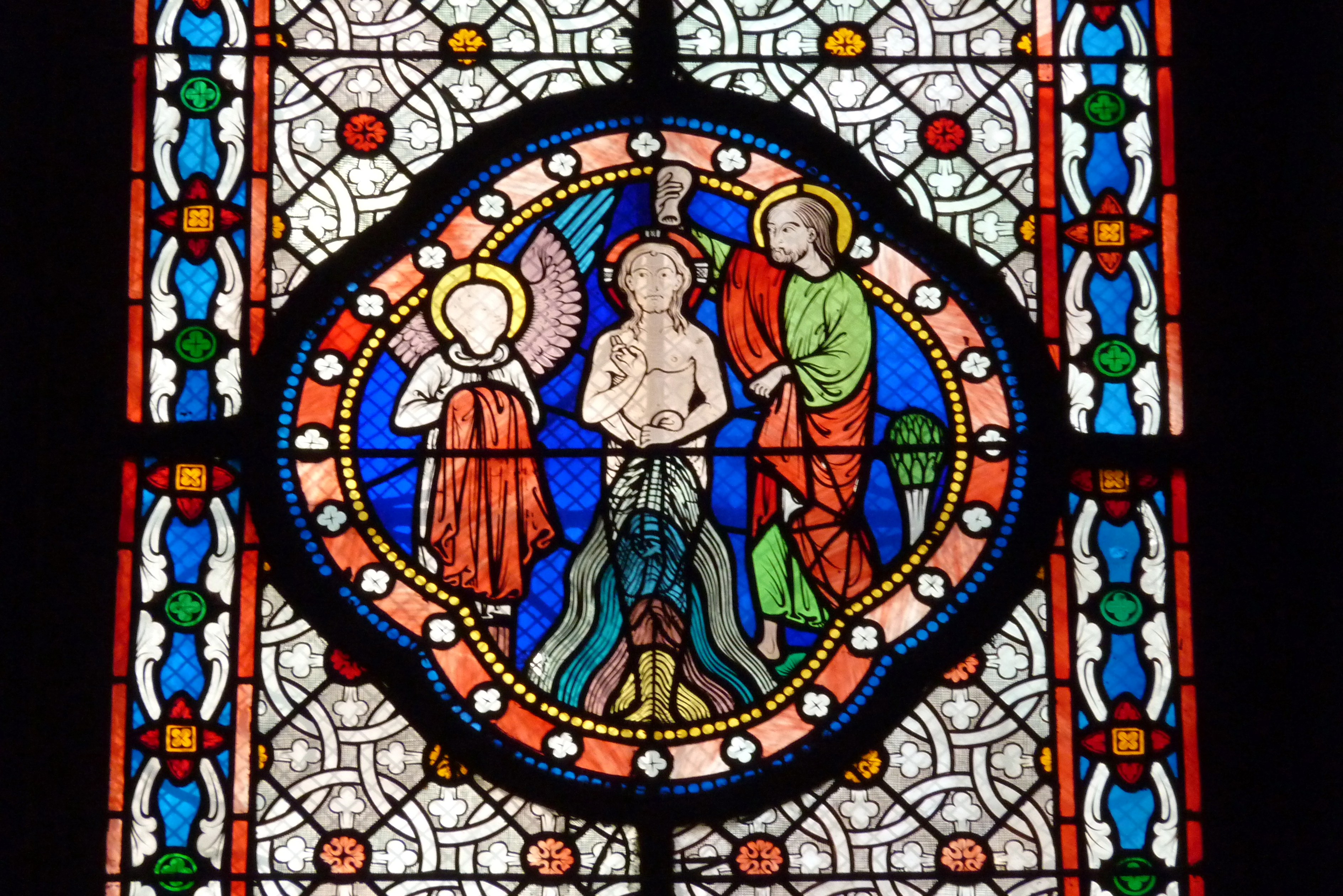
Vitrail de saint Jean baptisant Jésus.

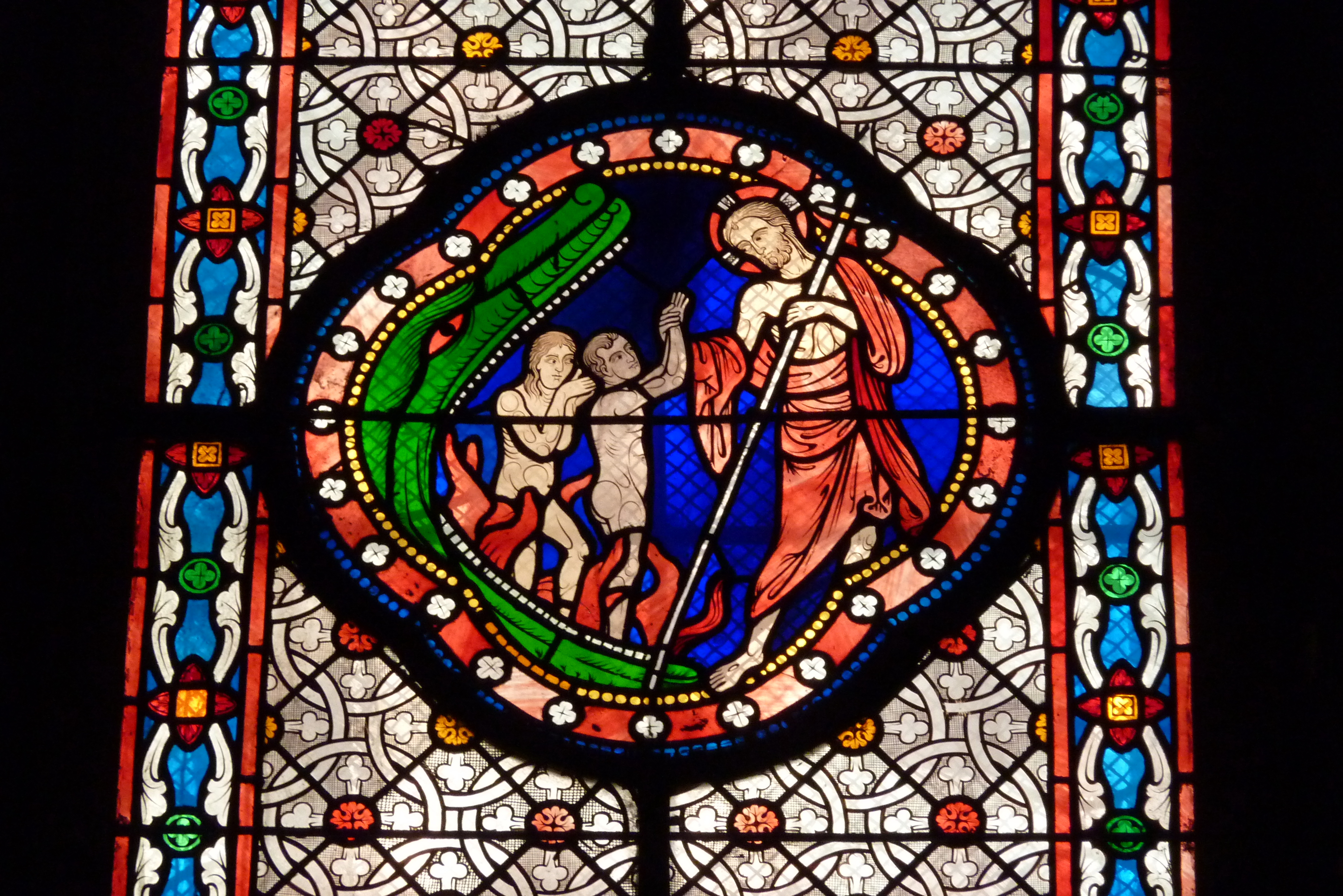
Vitrail de la descente de Jésus aux enfers.

Le vaisseau central est flanqué de deux collatéraux et de chapelles latérales.
Le mobilier — autels, baptistère, confessionnaux, portes — a été dessiné par Lassus.
Vitraux des chapelles du côté gauche :
- Saint Jean baptisant Jésus ;
- Saint Michel ;
- Saint Nicolas, évêque de Myre (270-345) ;
- Saint Vincent, prédicateur, diacre, martyr (304).

Vitraux des chapelles du côté droit :
- La descente de Jésus aux enfers ;
- Saint François-Xavier, prêtre (1506-1552) ;
- Sainte Catherine d’Alexandrie, philosophe, martyr du IVe siècle ;
- Saint Fiacre, ermite et jardinier (vers 670).

## Sanctuaire
Les trois vitraux de la Passion et de la Résurrection
- Au premier niveau :

1. Portement de croix : aidé par Simon de Cyrène, Jésus porte la Croix et s’adresse aux femmes de Jérusalem ;
2. Calvaire : Jésus est élevé sur la Croix, entouré de Marie et du disciple bien-aimé. Ce vitrail est inspiré de la grande verrière de la cathédrale de Poitiers, œuvre du XIIe siècle ;
3. Déploration sur le corps du Christ : Joseph d’Arimathie s’adresse à Nicodème, à côté de Marie, mère de José. Marie-Madeleine verse des larmes et un disciple embrasse la main de Jésus.

- Au second niveau :

1. Résurrection : Jésus sort du tombeau, portant le livre de vie et la Croix, instrument de sa victoire sur la mort ;
2. Ascension : Jésus trône dans les cieux, les disciples et Marie ;
3. Pentecôte : envoyé par le Christ Jésus, l’Esprit-Saint descend sur les douze apôtres réunis autour de Marie (Luc 24,49).

Les quatre vitraux de la travée du chœur
1. Saint Jean-Baptiste, saint Paul, saint Jacques le Majeur, saint André ;
2. Saint Philippe, saint Jacques le Mineur, saint Jean, saint Thaddée ;
3. Saint Luc, saint Pierre, saint Matthias, saint Marc ;
4. Saint Simon, saint Thomas, saint Barthélémy, saint Matthieu.

L'autel et les reliques
Comme l'ensemble des meubles du sanctuaire, l'autel est l'œuvre d'Ulysse Lacoste. Lors de la consécration de l’autel en 2008, des reliques de saint Jean-Marie Vianney, curé d’Ars (1786-1859), y ont été déposées. L’autel est orné d'un vitrail d'Henri Guérin. Il représente l’Agneau pascal : Jean le Baptiste désigne Jésus comme l’Agneau de Dieu, reprenant une comparaison du prophète Isaïe (Isaïe 53,7-11).
Le tabernacle
Le vitrail d'Henri Guérin représente le buisson ardent (Exode 3,2).

## Baptistère
Lors des travaux du chœur, en 2008, La Croix installée en 1961 a été conservée. La décision de placer le baptistère dans le chœur s'explique par le désir de mettre en valeur le baptême dans une église consacrée à Jean le Baptiste et par la volonté de pouvoir accueillir dignement les grandes assemblées présentes pour les baptêmes, ce que ne permet pas la chapelle des fonts baptismaux.
Un octogone a été tracé au sol, symbole du huitième jour : le sabbat juif étant le septième jour, le Christ étant ressuscité le lendemain du Sabbat, le jour de la résurrection est le huitième jour « dans le temps et au-delà du temps ».
L'orgue du chœur est dû à Suret  et date de 1859. Il est composé de deux claviers de 54 notes et d'un pédalier de 18 notes. Les transmissions sont mécaniques. Il compte treize jeux.
Devant les deux buffet d’orgues, six stalles dessinées par Lassus.

## Vitraux du chœur
- Sainte Anne, mère de la Vierge Marie ;
- Saint Roch, pèlerin, serviteur des malades (1340-1376) ;
- Saint Martin, soldat, moine, évêque de Tours (316-397) ;
- Saint Denis, premier évêque de Paris (vers 250).
- La chapelle de la Vierge Marie, rectangulaire, est ornée de trois vitraux représentant la vie de Marie. La représentation de l'Immaculée Conception de Marie, comme celle de la rose de la façade, reprend l'iconographie de la Vierge de la Médaille miraculeuse frappée en 1832. Le dogme de l'Immaculée Conception fut proclamé en 1854, ce qui explique la présence de deux représentations de ce thème théologique dans cette église construite en 1857. Ces trois vitraux ont été offerts par le curé de la paroisse, Charles Longblois, et ses vicaires. Ils sont représentés en prière devant la statue de la Vierge Marie ;
- Saint Vincent de Paul, prêtre (1581-1660). Le vitrail a disparu lors de l'incendie de la chapelle ;
- Le bon samaritain (Luc 10,29-37) ;
- Sainte Geneviève, vierge consacrée, patronne de Paris (420-500) ;
- Saint Charles Borromée, évêque de Milan, cardinal (1538-1584).

## Transept nord

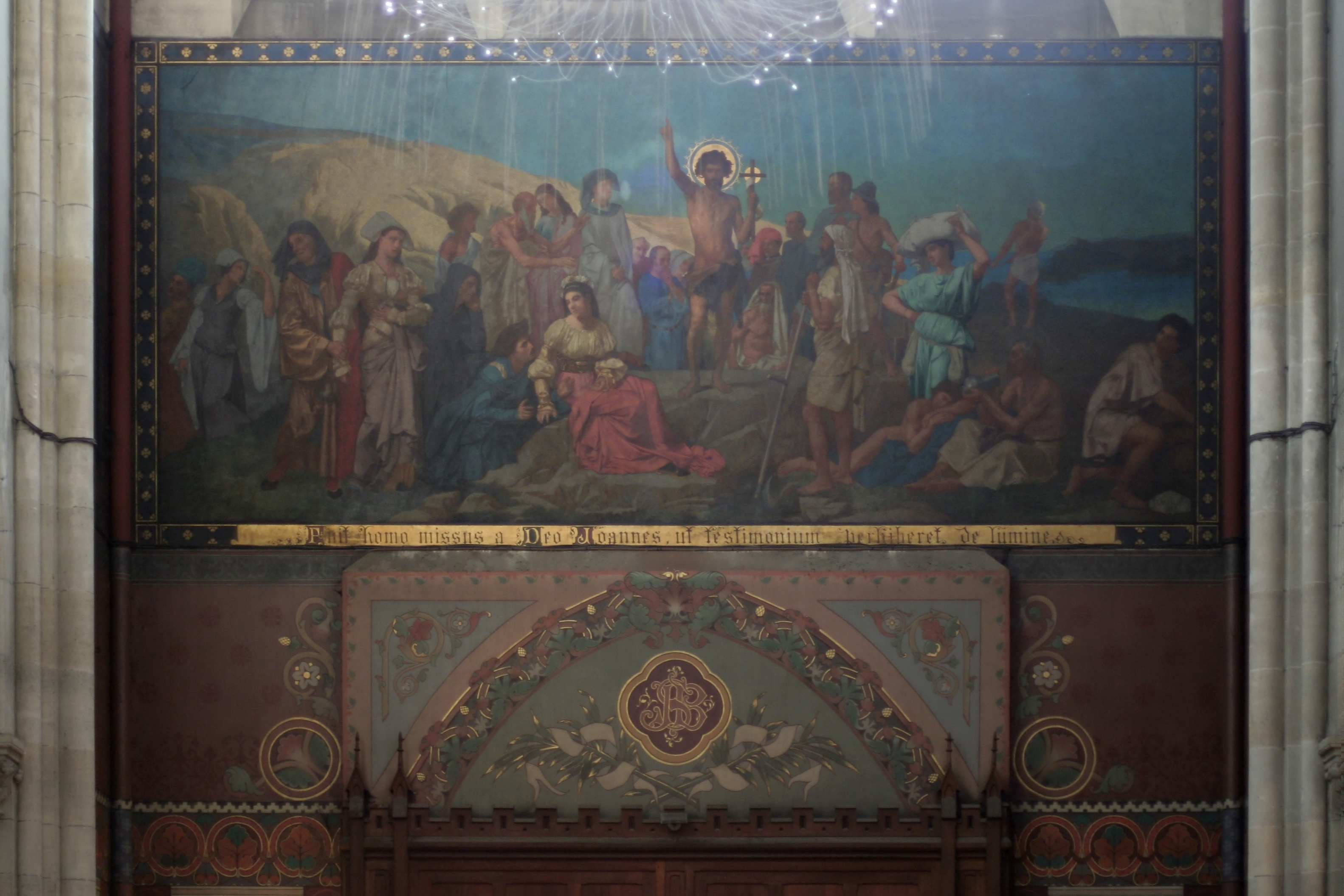
La Prédication de Jean par Théodore Maillot.

Le transept nord, à gauche, abrite l'autel de saint Jean-Baptiste.
Il s'orne de trois fresques de Théodore Maillot (1826-1888) :
- le baptême du Christ par saint Jean ;
- la prédication de Jean. Sous la peinture, une inscription latine indique : Fuit homo missus a Deo Joannes, ut testimonium perhiberet de lumine (« Il y eut un homme envoyé de Dieu, Jean, pour témoigner de la lumière » (Jean 1,6-7) ;
- la décapitation de Jean (Mt 14,3-12).

Vitraux de saint Jean Baptiste : Saint Jean au désert, Saint Jean présentant l'Agneau, Décollation de saint Jean.

## Transept sud

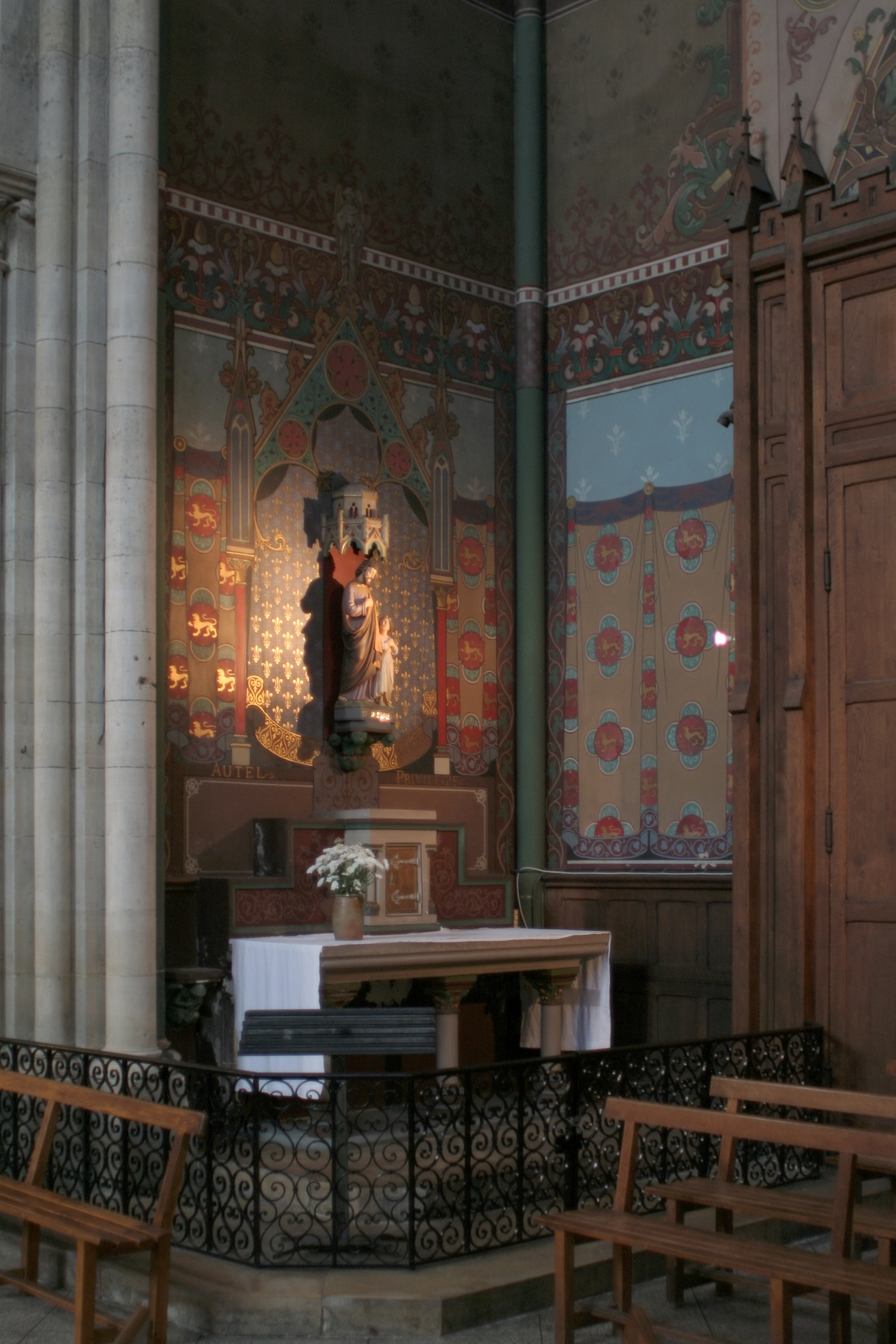
Autel de saint Joseph.

Le transept sud, à droite, abrite l'autel de saint Joseph.
Il s'orne de trois fresques d'Auguste Leloir (1809-1892) :
- la mort de Joseph ;
- le Mariage de la Vierge. Sous la peinture, une inscription latine indique : Maria desponsata Justo cui nomen Joseph « Marie accordée en mariage à un Juste ayant nom Joseph » ;
- la Nativité.

Vitraux de saint Jean Évangéliste : le martyre de saint Jean, Jean l'Évangéliste, Jean rédigeant l'Apocalypse devant les sept Églises d'Asie. L'importance donnée à Jean l'évangéliste s'explique par la présence dans son évangile d'une description de Jean le Baptiste désignant à ses disciples Jésus comme l'Agneau et par l'emploi de cette image dans l'Apocalypse.

## Grand orgue

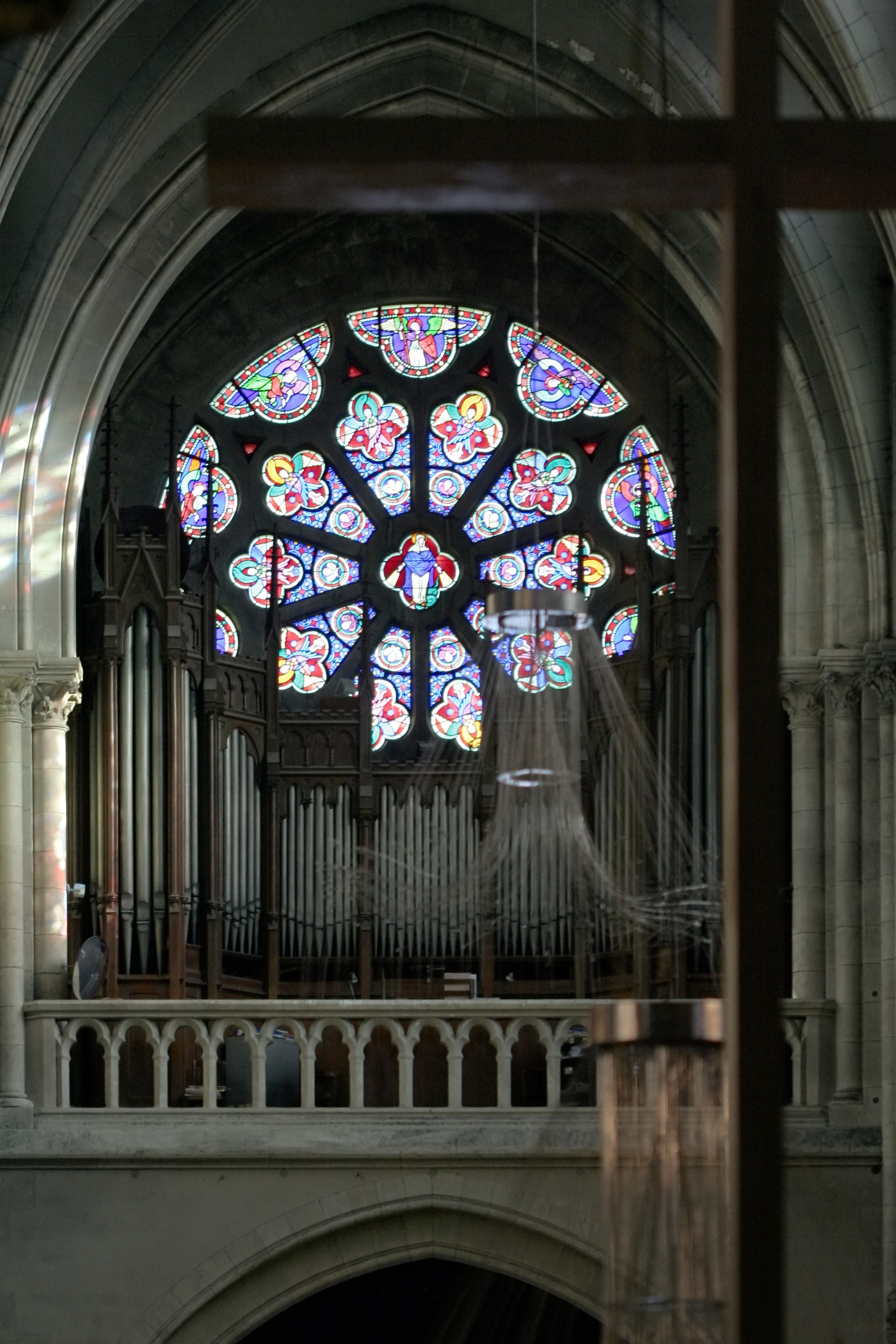
Le grand orgue.

Construit par Cavaillé-Coll (1863) et restauré par Roethinger (1960), Beuchet (1976) et Bernard Dargassies (2003).
2 claviers de 56 notes et pédalier de 30 notes. Transmissions électriques. 22 jeux.
Grand-Orgue :
- Bourdon 16'
- Montre 8'
- Bourdon 8'
- Flûte harmonique 8'
- Salicional 8'
- Prestant 4'
- Doublette 2'
- Fourniture IV rgs
- Cymbale III rgs
- Trompette 8'
- Clairon 4'

Récit expressif :
- Cor de nuit 8'
- Gambe 8'
- Voix céleste
- Flûte 4'
- Doublette 2'
- Trompette 8'
- Hautbois 8'

Pédale :
- Flûte 16'
- Flûte 8'
- Bombarde 16'
- Trompette 8'

Accouplements: Récit/Grand orgue en 16', 8'. Tirasses: Grand orgue, Récit. Crescendo général. Appel d’anches sur les trois claviers. Tutti.

## Éclairage
En 2014, la ville de Paris a remis aux normes tout le système électrique et a procédé à l'éclairage de toutes les petites chapelles.
En 2015, un nouvel éclairage, financé par la paroisse et le diocèse de Paris, a été installé dans l'église. C’est l’entreprise « LUMIN’ERE » qui réalisa ce travail d’ensemble. On y admire dorénavant la légèreté et l’élévation que procure cette réalisation en harmonie avec le souhait de l'architecte Lassus. L’ensemble de l'éclairage utilise des lampes au format LED par souci écologique.

## Cloches
Les inscriptions gravées sur les quatre cloches ont été relevées lors de l’inventaire de 1922, transcrites sur celui de 1942 et vérifiées en 2009 :
- « Dieu tout en nous S Raphaël pour servir à l’honneur de Dieu en l’église de s Michel Bourdeau 1566 L’an 1810 j’ai été nommée Guillaumette Geneviève par Gau Galot et M G Berger Veuve de Gilles Denoyez et bénie par M Ches Isidore Dumoutiez Curé et Levert Maire de Belleville. »

- « L’an 1762, à la gloire de Dieu, j’ai été bénie et nommée Jean-Marie, par Mr Jean Antoine Xavier Donzeaud de St Pons, prêtre, docteur en droit de la Faculté de Paris, chefsier curé de l’Église Collégiale et Paroissiale de St Merry et de st Jean Baptiste de Belleville, son annexe, et Demoiselle Marie Françoise Donzeaud de St Pons, sa sœur ; Florent Rousseau, marguillier en charge, et Pierre Nicolas Houdart, marguillier. ». Cette cloche durant la semaine du 20 au 25 février 2018 vient de se fêler. Elle est arrêtée jusqu'à nouvel ordre.

- « L’an 1817, à la gloire de Dieu, du règne de Louis XVIII, roi de France, j’ai été bénie par Mr Charles Isidore Dumoutiez curé de Belleville et nommée Louise par Mr Louis Ches Thibon 1er sous gouverneur de la Banque de France et Me Marie Jeanne Guerrier épouse de Mr Victor Levert maire – offerte à l’Église par MM Bts Faucheur Vve et Bte Varenne Fs Bordier - Boucault et Cavillier federunt. »

- « L’an 1817, à la gloire de Dieu, du règne de Louis XVIII, roi de France, j’a i été bénie par Mr Dumoutiez curé de Belleville, nommée Marie Victoire par Mr Pierre de Neufchatel, Mtre de pension et Dme Marie Victoire Fabre veuve de Mr Tissot prop.e, Mr Levert étant maire. Offerte à l’Église par MM Jn Bte Faucheur Vve Bte Varenne Fs Bordier huissier royal et anc. Marg. Boucault et Cavillier federunt. »

## Monument historique
Fin 2014, l'église est classée à l'inventaire des monuments historiques.

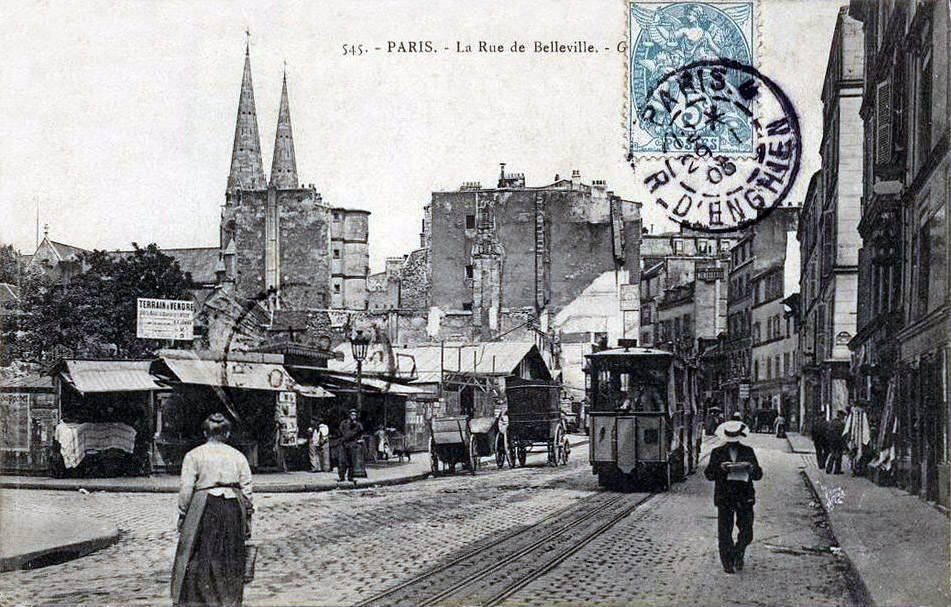
Les clochers de l'église
Saint-Jean-Baptiste de Belleville
et l'ancien funiculaire.

## La paroisse
Desservi par le vicaire de la paroisse Saint-Merry de Paris, le centre paroissial n'était pas autonome. La paroisse de Belleville est fondée le 15 mai 1802. Elle devint paroisse parisienne en 1860, année de l'annexion de Belleville par Paris.
La première mention de « Belleville » apparaît dans un acte épiscopal de 1543 : les habitants du village de Belleville-sur-Sablon reçoivent l'autorisation d'avoir un autel portatif afin qu'un prêtre, vicaire de saint Merry, vienne célébrer la messe. Le cardinal Jean-Baptiste de Belloy érige Belleville en cure le 7 mai 1802.

### Curés
- 1802-1832 : Charles Dumoitier
- 1832-1833 : Pierre Faudet
- 1833-1859 : Charles Longbois. Il fonde à Ménilmontant la chapelle Notre-Dame de la Croix et il édifie la nouvelle église de Belleville. L’archevêque de Paris Mgr Marie Dominique Auguste Sibour (1792-1857) bénit la première pierre de la nouvelle église le 24 juin 1854.
- 1859-1872 : Jacques Olympe Demures[10]. L’archevêque de Paris le cardinal François Nicolas Madeleine Morlot consacre la nouvelle église le 11 août 1859.
- 1872-1878 : Alexandre Augustin Caux[10], il reçut pour premier vicaire le 1er novembre 1877 le père Firmin-Joseph Lapeyrade (1847-?), qui venait du diocèse de Tarbes et sera nommé cure de l'église Saint-Gilles de Bourg-la-Reine dont il prit possession le 21 avril 1902[11]
- 1878-1890 : Louis Rossignol
- 1890-1897 : Henri Adam
- 1897-1900 : Georges Marie Nestor Guillon[10]
- 1900-1905 : Urma Sara
- 1905-1910 : Charles Leblanc
- 1910-1916 : Arsène Rimbault
- 1916-1921 : Maxime Sabatier
- 1921-1936 : Georges Mouraux
- 1937 : Georges Marie

La paroisse est confiée aux Fils de la Charité de 1937 à 2003
- 1937-1956 : Jean Le Bihan
- 1956-1966 : Georges Michonneau
- 1966-1971 : Norbert Marchand
- 1971-1983 : Roger Chabrel
- 1983-1995 : Paul Uzureau
- 1995-1998 : René Rey
- 1998-2003 : Jean Guellerin

En 2003, la paroisse est de nouveau confiée au clergé diocésain.
- 2003-2012 : Éric Morin
- 2012-2020 : Stéphane Esclef
- Depuis 2020 : Christian Mahéas

### Personnalités liées à la paroisse
- Les Petites Sœurs de l'Assomption, présentes à Belleville depuis 1865.
- Georges Rouault (1871-1958), peintre.
- Amédée Gastoué (1873-1943), musicologue, maître de chapelle de l'église
- Germaine Guérin de Vaux (1878-1964), fondatrice du Groupe d’œuvres sociales de Belleville[12]
- Fernand Maillet (1896-1963), vicaire de la paroisse, directeur de la manécanterie des Petits Chanteurs à la croix de bois à partir de 1924.
- Édith Piaf (1915-1963), chanteuse, y a été baptisée.
- Pierre Vidal, organiste de 1946 à 1970.

### Événements
Fin 2013 et début 2014, la vie paroissiale est perturbée par des actes de vandalisme. Le 7 décembre 2013, deux prêtres sont agressés par deux adolescents de 13 ans aussitôt interpellés. En janvier 2014, des graffitis injurieux sont trouvés sur l'église et un local paroissial rue Fessart.

## Au cinéma
Une scène du film Le Samouraï (1967) de Jean-Pierre Melville, avec Alain Delon, est tournée devant l'église.

## Sources
- Préfecture du département de Paris, Inventaire général des œuvres d'art appartenant à la Ville de Paris, Édifices religieux, tome 4, Paris, 1886, p. 225-231.
- Inventaire général des richesses d'art de la France. Paris. Monuments religieux, tome 2, Paris, Plon, 1888, p. 351-362.
- Jean-Michel Leniaud, Jean-Baptiste Lassus, 1807-1857, ou le temps retrouvé des cathédrales, Genève, Droz, 1980.
- Jean-Claude Caron, « Jacques-Olivier Boudon, Paris, capitale religieuse sous le Second Empire », Revue d'histoire du XIXe siècle, 2002.
- Martine Callias Bey, « Les édifices néogothiques parisiens et leurs verrières : églises et chapelles catholiques », In Situ no 11, 22/07/2009.